# Campino

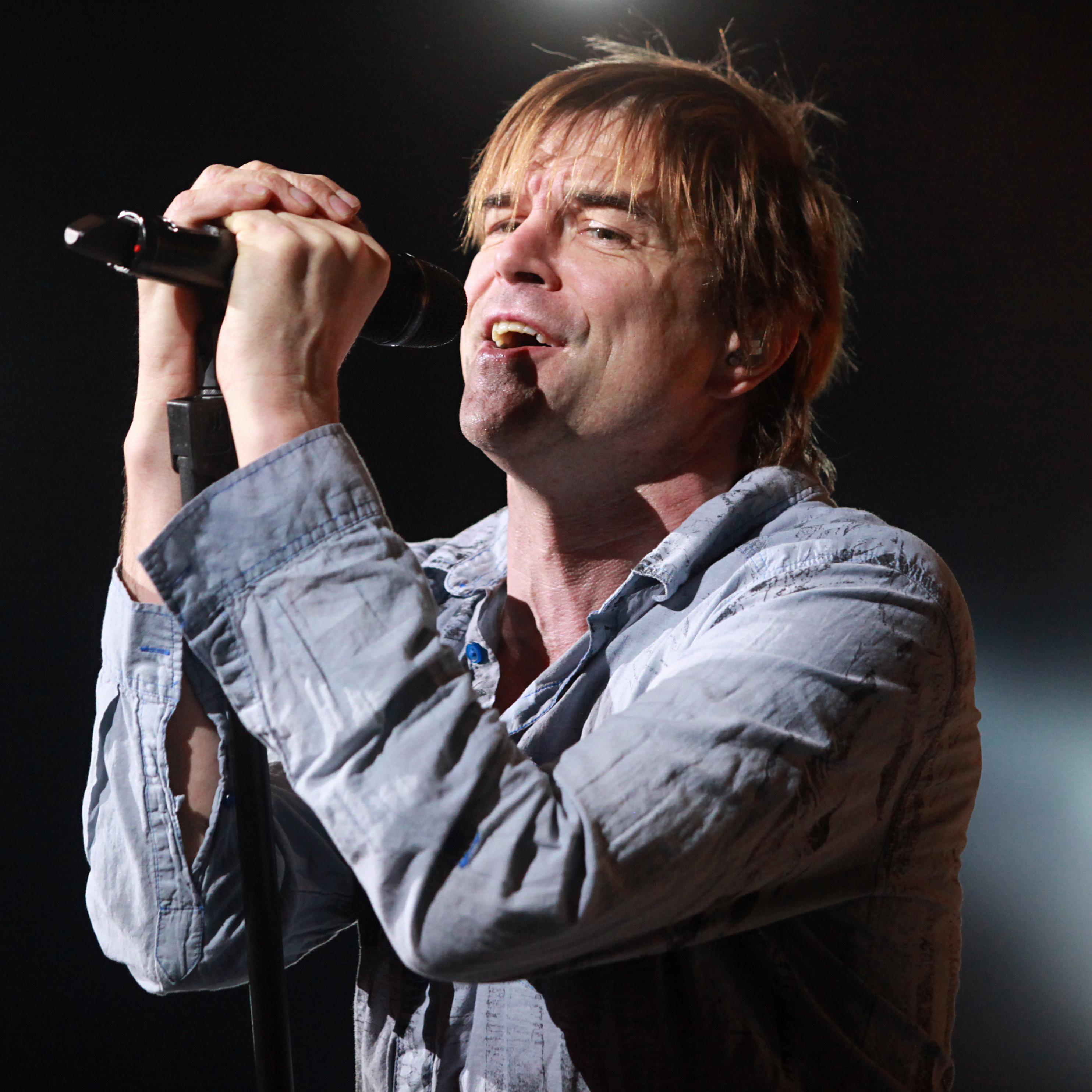
Campino in 2012

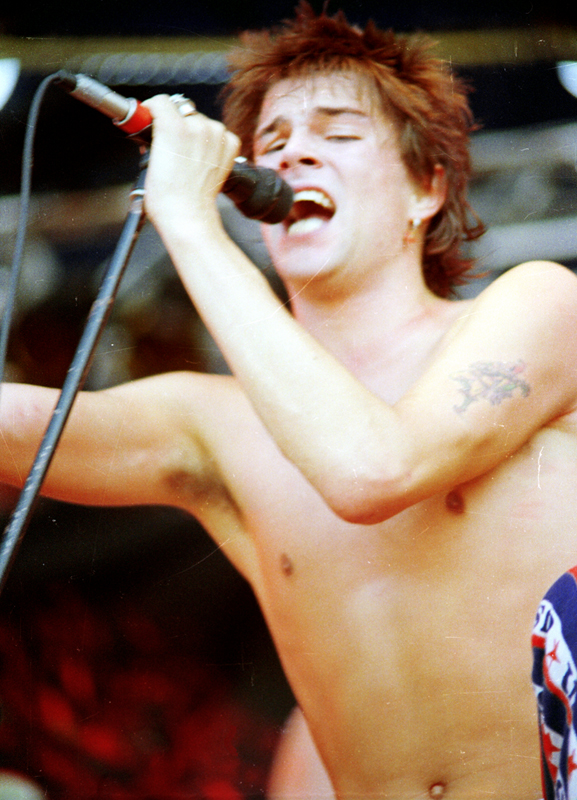
Campino in 1987

Andreas Frege (Düsseldorf, 22 juni 1962) is het best bekend onder zijn pseudoniem Campino, waarmee hij als zanger van de Duitse punkband Die Toten Hosen bekend werd.

## Jeugdjaren
Frege groeide op als zoon van een conservatieve rechter en een Engelse moeder die lerares Engels was. Hij groeide tweetalig op in een gezin met nog vier kinderen. Een broer was voor de geboorte van Campino reeds gestorven; een andere broer, John, was twaalf jaar ouder en ondersteunde hem vaak. Toen Frege twee jaar was verhuisde hij met zijn familie naar Mettmann in Noordrijn-Westfalen.
Frege was op school een buitenbeentje. Zijn bijnaam "Campino" kreeg hij in die tijd. Vanaf eind jaren '70 is Campino actief in de punkscene in Düsseldorf. Van 1978 tot 1982 was hij de zanger van de punkgroep ZK, die vaak genoemd wordt als de voorloper van Die Toten Hosen.

## Die Toten Hosen
Campino richtte in 1982 Die Toten Hosen op, samen met Kuddel, Michael Breitkopf, Andreas Meurer, Trini Trimpop en Walter November. Hij is de zanger van de groep en schrijft de meeste teksten. Typerend is zijn 'brullende' manier van zingen. De groep behaalde eind van de jaren 80 grote successen. Tot nu toe behoren Die Toten Hosen tot de meest succesvolle en invloedrijke Duitse punkbands.

## Opgedragen liederen
- Het lied Alles ist eins op MaxiCd Pushed again schreef Campino voor het Nederlandse meisje Rieke Lax dat bij het jubileumconcert van Die Toten Hosen in 1997 om het leven kwam in het gedrang van de menigte.
- Het lied Nur zu Besuch gaat over de dood van zijn moeder.
- Het lied Unser Haus gaat over Campinos jeugd en de dood van zijn vader

## Trivia
- In de jaren 90 schreef Campino zich vaak in bij hotels onder de naam 'Rudi Dutschke'.
- Campino zong in 1998 als speciale gast mee met Greg Graffin op de single Raise Your Voice! van de band Bad Religion. Hij verscheen ook in hun videoclip. Die Toten Hosen spelen het lied soms tijdens hun concerten
- In 2003 behaalde Campino de 65e plaats op de lijst van 100 meest beroemde Duitsers aller tijden; dit toont zijn populariteit en zijn succes als mediapersoonlijkheid.
- Op 9 maart 2004 kreeg Campino's vriendin de actrice Karina Krawczyk een zoon: Lenn Julian. (De geliefden woonden samen van 2001 tot 2006 maar zijn nu uiteen).
- Sinds 6 december 2006 is Campino partner van de Regine-Hildebrandt-Schule in Birkenwerder. Daar engageert hij zich voor een project met de naam Schule ohne Rassismus - Schule mit Courage.
- Campino speelde van augustus tot oktober 2006 de rol van Mackie Messer in een opvoering van Bertolt Brechts' Dreigroschenoper.